# María Luisa Álvarez de Toledo y Carreto
María Luisa Álvarez de Toledo y Carreto fue I marquesa de Melgar de Fernamental, título de nobleza creado a su favor por el rey Carlos II de España, el 28 de julio de 1676.

## Biografía
Nació fruto de la unión entre Antonio Sebastián de Toledo Molina y Salazar, II marqués de Mancera y su primera esposa, Leonor Carreto, de la nobleza italio-germánica. 
Nombrado su padre Virrey de Nueva España lo acompañó, junto a su madre la marquesa. La reina Mariana de Austria que era protectora del marqués de Mancera no dejó de preocuparse por la joven y, cuando esta llegó a la edad de tomar estado, visto que no heredaría el marquesado paterno, acordó entregarle un nuevo título nobiliario para que tomara matrimonio, a modo de merced dotal (28 de diciembre de 1672).
Bajo la bendición del arzobispo de México y fray de la Orden de San Agustín, Payo Enríquez de Ribera Manrique, María Luisa contrajo nupcias el 28 de mayo de 1673 en la Catedral de México con José María de Silva y Mendoza, señor de Melgar de Fernamental e hijo de Rodrigo Díaz de Vivar de Silva y Mendoza, IV duque de Pastrana, y Catalina de Mendoza y Sandoval, VIII duquesa del Infantado. En vista que el novio se casó por poderes, la boda fue revalidada en Úbeda el 30 de enero de 1675 y ante la confirmación del vínculo matrimonial se le confirió finalmente el Marquesado de Melgar de Fernamental (28 de julio de 1676).
Ante el sucesivo fallecimiento de su esposo y de sus hijos, hizo renuncia de sus bienes (1706) y optó por tomar los hábitos religiosos en el Convento del Sacramento de Madrid, solicitando facultad para donar al mismo el título nobiliario que le pertenecía para beneficio del claustro. A pesar de la oposición inicial de la Cámara de Castilla (1707), luego de la muerte de la marquesa el título se pudo traspasar para beneficio de un magistrado criollo (1727).

## Descendencia
Habiendo enviudado en 1682, quedó con tres hijos de su breve matrimonio:
- Petronila Antonia de Silva Mendoza y Toledo (1677-1698), casada con Mercurio Antonio López Pacheco, futuro duque de Escalona, sin sucesión.
- Manuel José de Silva Mendoza y Toledo (1679-1701), IX conde de Galve, casado con Teresa de Toledo Osorio, hija de Fadrique de Toledo Osorio, VII marqués de Villafranca del Bierzo, sin sucesión.
- Josefa María de Silva Mendoza y Toledo (1681-1692), falleció en su niñez.